# Doom II RPG
Doom II RPG — компьютерная ролевая игра, разработанная Fountainhead Entertainment и выпущенная 23 ноября 2009 года, продолжение Doom RPG. Игра была выпущена для Java ME и смартфонов BlackBerry в 2009 году, а также для Windows Mobile и iOS в 2010 году. Она использует мобильный движок Wolfenstein RPG. Версия Doom II RPG для iPhone содержит цифровой комикс.

## Сюжет
Doom II RPG является продолжением Doom RPG, события второй части происходят через год после первой игры.

## Разработка и выпуск
Doom II RPG была анонсирована 1 августа 2008 года в ходе мероприятия QuakeCon 2008. Игра разработана компаниями id Software и Fountainhead Entertainment и издана id Software. Изначально Doom II RPG выпущена 23 ноября 2009 года для телефонов под управлением Java ME, позже состоялись выпуски для других мобильных платформ: 8 февраля 2010 года — для iOS, также были выпущены версии для Windows Mobile и BlackBerry.

## Восприятие
| Сводный рейтинг    | Сводный рейтинг |
| Агрегатор          | Оценка          |
| ------------------ | --------------- |
| Metacritic         | (IOS) 80/100    |
| Иноязычные издания |                 |
| Издание            | Оценка          |
| IGN                | 8/10            |
| 4Players           | 73 %            |
| Macworld           | [ 7 ]           |
| PocketGamer        | [ 8 ]           |
| TouchArcade        | [ 9 ]           |

Игра получила в целом положительные отзывы от критиков. Средний балл версии для iOS на сайте-агрегаторе Metacritic составил 80 баллов из 100 возможных